# Mattias Skjelmose Jensen
Mattias Skjelmose Jensen (* 26. September 2000 in Kopenhagen) ist ein dänischer Radrennfahrer.

## Werdegang
Als Juniorenfahrer gewann Skjelmose Jensen 2017 die Bergwertung des Grand Prix Priessnitz spa, ehe er das tschechische Etappenrennen im nachfolgenden Jahr hinter Remco Evenepoel als Gesamtzweiter beendete. Im Anschluss gewann er die Gesamtwertung der Tour du Pays de Vaud, bei der das Einzelzeitfahren für sich entschied.
Am 26. Mai 2018 wurde der erst 17-jährige Mattias Skjelmose Jensen während der Tour du Pays de Vaud positiv auf Methylhexanamin getestet. Die Substanz war über ein verunreinigtes Nahrungsergänzungsmittel in seinen Körper gelangt. Da verunreinigte Nahrungsergänzungsmittel nach Meinung der WADA ein bekanntes Risiko sind, wurde er dennoch für zehn Monate gesperrt.
Nach dem Ablauf seiner Sperre erhielt Skjelmose Jensen im Jahr 2020 einen Vertrag beim UCI Continental Team Leopard Pro Cycling und fuhr zum Saisonende als Stagiaire beim UCI WorldTeam Trek-Segafredo, bei dem er fürs nachfolgende Jahr einen regulären Vertrag erhielt. In seiner ersten Saison für die Trek-Segafredo Mannschaft wurde er Gesamtsechster der UAE Tour, einem Etappenrennen der UCI WorldTour. Bei der Tour of Norway wurde er Siebter der Gesamtwertung und gewann die Nachwuchswertung. Zu Beginn der Saison 2022 wurde Skjelmose Jensen hinter Nairo Quintana und Julian Alaphilippe Gesamtdritter der Tour de La Provence und sicherte sich so die Nachwuchswertung der französischen Rundfahrt. Beim Giro d’Italia 2022 gab er im Alter von 21 Jahren sein Grand-Tour-Debüt und belegte den 40. Gesamtrang. Am Ende der Saison zeigte  Skjelmose Jensen mit zahlreich Top-Ergebnissen auf und fuhr bei der Tour de Wallonie, Dänemark-Rundfahrt und Tour de l’Ain aufs Podium der Gesamtwertung, wobei er bei letzterer die Nachwuchswertung und Punktewertung gewann. Bei der anschließenden Luxemburg-Rundfahrt feierte er im Einzelzeitfahren seinen ersten Sieg als Profi, übernahm das Führungstrikot und sicherte sich wenig später seinen ersten Gesamtsieg. Bei den Straßenradsport-Weltmeisterschaften im australischen Wollongong belegte er als bester Däne den 10. Rang.

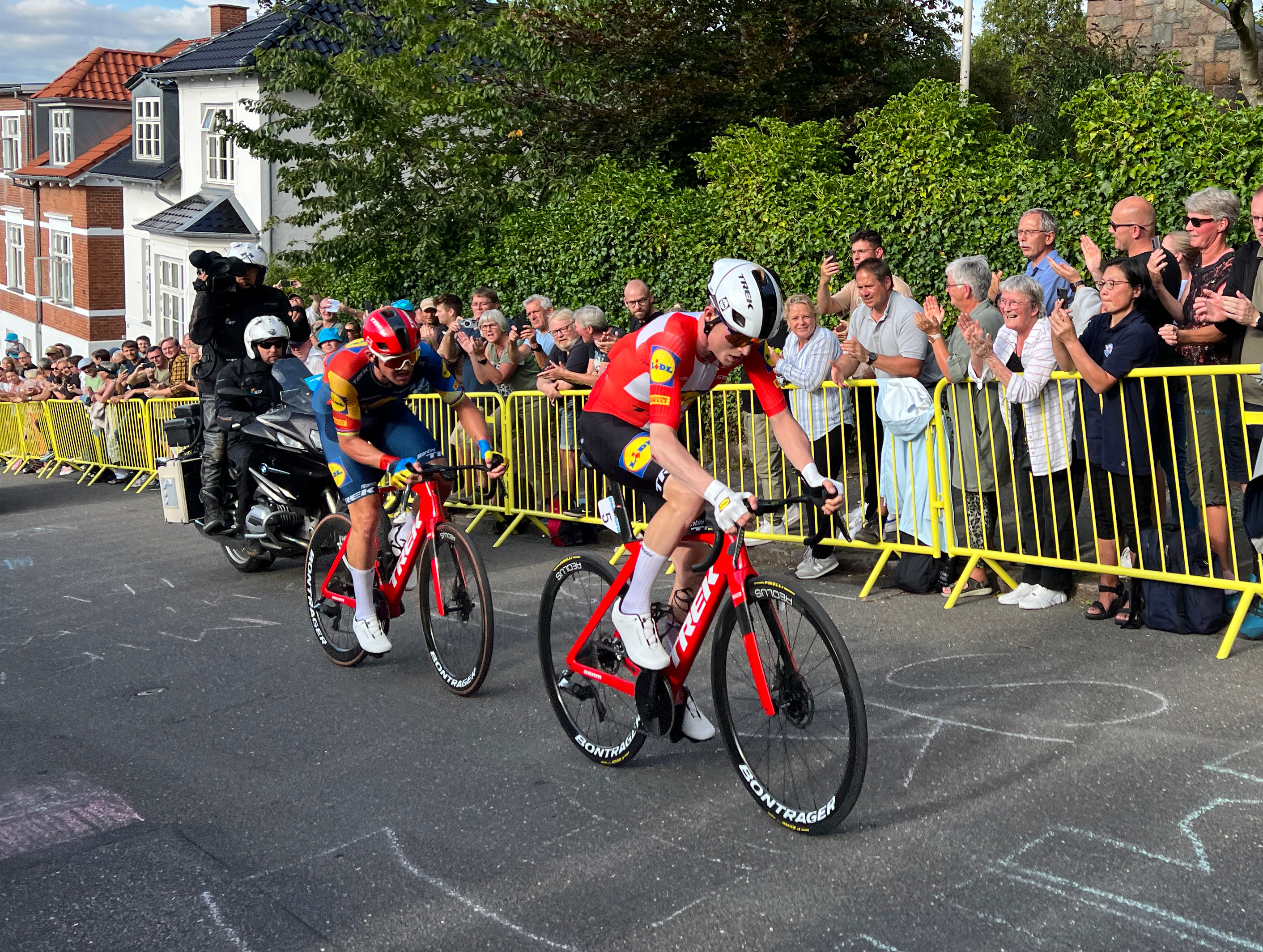
Mattias Skjelmose Jensen (vorne) und Mads Pedersen (hinten) bei der Dänemark-Rundfahrt 2023

Im Jahr 2023 startete Skjelmose Jensen beim Étoile de Bessèges in die Saison und gewann die Bergankunft auf dem Mont Bouquet. In der Gesamtwertung musste er sich nur dem US-Amerikaner Neilson Powless geschlagen geben, der sich nach dem Abschlusszeitfahren mit nur einer Sekunde Vorsprung durchsetzte. Bei der anschließenden Tour des Alpes-Maritimes et du Var feierte Mattias Skjelmose Jensen einen weiteren Etappensieg und sicherte sich die Punktewertung, ehe er mit Top-Resultaten bei der Faun-Ardèche Classic, La Drôme Classic und dem Gran Premio Miguel Induráin aufzeigte. Im Anschluss  an die Baskenland-Rundfahrt bestritt er die Ardennen-Klassiker und wurde Achter des Amstel Gold Race, ehe er sich beim Flèche Wallonne im Schlussanstieg der Mur de Huy nur dem Slowenen Tadej Pogačar geschlagen geben musste. Bei Lüttich–Bastogne–Lüttich fuhr er kurz darauf als Neunter erstmals in die Top 10 eines Monument des Radsports. Der bislang größte Erfolg von Mattias Skjelmose Jensen folgte im Juni des Jahres 2023, als er eine Bergankunft und die Gesamtwertung der Tour de Suisse gewann. Das UCI WorldTour Etappenrennen wurde jedoch vom Tod des Schweizer Radsportlers Gino Mäder überschattet, dessen tödlicher Sturz die Absage der 6. Etappe zur Folge hatte. Bei den dänischen Meisterschaften wurde Skjelmose Jensen Zweiter im Zeitfahren und sicherte sich im Straßenrennen den nationalen Titel, ehe er erstmals bei der Tour de France an den Start ging. Nach der ersten Pyrenäen-Etappe lag er auf dem achten Gesamtrang, verlor im Anschluss jedoch viel Zeit und belegte letztendlich den 29. Platz. Am Ende der Saison gewann er eine Etappe der Dänemark-Rundfahrt und die Maryland Cycling Classic.
Bereits im Februar des Jahres 2024 verlängerte Skjelmose Jensen seinen Vertrag bei der Lidl-Trek Mannschaft bis ins Jahr 2026, wobei er im Zuge seiner Entwicklung zu einem Gesamtklassement-Fahrer die Vuelta a España 2024 als erklärtes Ziel ausgab. Sein Saison-Debüt gab er bei den Eintagesrennen der Faun-Ardèche Classic und La Drôme Classic und belegte die Plätze drei und fünf. Im Anschluss gewann er eine Etappe bei Paris–Nizza, als er sich im Sprint einer späten Ausreißergruppe vor Brandon McNulty und Matteo Jorgenson durchsetzte. Bei der Baskenland-Rundfahrt übernahm er nach der 4. Etappe die Gesamtführung, ehe er diese auf dem letzten Abschnitt an Juan Ayuso abgeben musste und den dritten Gesamtrang belegte. Den Flèche Wallonne, der bei geringen Temperaturen und Schneeregen ausgetragen wurde, gab er wegen Unterkühlung auf, wobei er stark zitternd vom Rad gehoben werden musste. Dennoch ging er nur wenige Tage später bei Lüttich–Bastogne–Lüttich an den Start. In der Tour de Suisse 2024 wurde er nach seinem Sieg im Vorjahr Dritter. Bei den Landesmeisterschaften im Einzelzeitfahren wurde ihm zunächst der Titel zuerkannt, nachdem Johan Price-Pejtersen wegen eines Regelverstoßes disqualifiziert worden war. Diese Entscheidung wurde später revidiert, so dass Skjelmose den Titel wieder abgeben musste. Nachdem er bei den Olympischen Spielen von Paris im Zeitfahren und Straßenrennen an den Start gegangen war, ging er als Kapitän der Lidl-Trek-Mannschaft bei der Vuelta a España an den Start, wo er auf der 19. Etappe die Führung in der Nachwuchswertung übernahm und schlussendlich den fünften Gesamtrang belegte.
Im Jahr 2025 startete Skjelmose Jensen bei der Faun-Ardèche Classic und La Drôme Classic in die Saison ein, wobei er sich bei letzterer nur dem Spanier Juan Ayuso geschlagen geben musste. Im Anschluss bestritt er die Fernfahrt Paris–Nizza, musste das Rennen jedoch auf dem dritten Gesamtrang liegend wegen eines Sturzes aufgeben. Nach seiner Genesung bereitete er sich bei der Baskenland-Rundfahrt auf die Ardennen-Klassiker vor. Nachdem er das spanische Etappenrennen als Gesamtfünfter beendet hatte, ging er beim Amstel Gold Race an den Start. Dort setzte er sich im Anstieg des Keutenberg ab, um die Verfolgung auf Tadej Pogačar aufzunehmen, der bereits einige Kilometer zuvor angegriffen hatte. Gemeinsam mit Remco Evenepoel schloss er im Anschluss zu dem Weltmeister auf, ehe er das Rennen im Drei-Mann-Sprint gewann und somit erstmals bei einem Eintagesrennen der UCI WorldTour triumphierte. Den anschließenden Flèche Wallonne gab er nach einem Sturz auf, erhielt jedoch die Freigabe bei Lüttich–Bastogne–Lüttich an den Start zu gehen.

## Erfolge
2017
- Bergwertung Grand Prix Priessnitz spa

2021
- Nachwuchswertung Tour of Norway

2022
- Nachwuchswertung Tour de La Provence
- Punktewertung und Nachwuchswertung Tour de l’Ain
- Gesamtwertung, eine Etappe und Nachwuchswertung Luxemburg-Rundfahrt

2023
- eine Etappe und Nachwuchswertung Étoile de Bessèges
- eine Etappe und Punktewertung Tour des Alpes-Maritimes et du Var
- Gesamtwertung, eine Etappe und Nachwuchswertung Tour de Suisse
- Dänischer Meister – Straßenrennen
- eine Etappe Dänemark-Rundfahrt
- Maryland Cycling Classic

2024
- eine Etappe Paris–Nizza
- Nachwuchswertung Tour de Suisse
- Nachwuchswertung Vuelta a España

2025
- Amstel Gold Race
- Andorra MoraBanc Clàssica

## Wichtige Platzierungen
| Grand Tour            | 2022 | 2023 | 2024 | 2025 |
| --------------------- | ---- | ---- | ---- | ---- |
| Giro d’ItaliaGiro     | 40   | −    | –    | –    |
| Tour de FranceTour    | –    | 29   | –    | DNF  |
| Vuelta a EspañaVuelta | –    | –    | 5    | …    |

| Weltmeisterschaft        | 2022 | 2023 | 2024 | 2025 |
| ------------------------ | ---- | ---- | ---- | ---- |
| StraßenrennenStraße      | 10   | 14   | DNF  | …    |
| EinzelzeitfahrenEZF      | –    | –    | –    | …    |
| MannschaftszeitfahrenMZF | –    | –    | –    | …    |

| Monument                 | 2022 | 2023 | 2024 | 2025 |
| ------------------------ | ---- | ---- | ---- | ---- |
| Mailand–Sanremo          | –    | –    | –    | –    |
| Flandern-Rundfahrt       | –    | –    | –    | –    |
| Paris–Roubaix            | –    | –    | –    | –    |
| Lüttich–Bastogne–Lüttich | 66   | 9    | 28   | 39   |
| Lombardei-Rundfahrt      | DNF  | –    | –    | …    |